# Бета Лиры
Бе́та Ли́ры (Шелиа́к; β Lyr / β Lyrae) — яркая затменная переменная звезда в созвездии Лиры. Блеск этой звезды изменяется от +3,4m до +4,3m c периодом 12,9 дня. Период постепенно увеличивается (на 19 секунд в год), что связано с потерей вещества в окружающее пространство и перетоком с одной звезды на другую. Переменность этой звезды открыл Джон Гудрайк в 1784 году. Её собственное название Шелиак произошло от арабского الشلياق, что означает «черепаха» или «арфа».
Бета Лиры стала прототипом целого класса переменных звёзд — затменных двойных типа β Lyr. Это двойные звёзды, чьи компоненты так близки, что деформируются взаимной гравитацией и приобретают яйцеобразную форму.
Бета Лиры состоит из компонентов: тройной звездной системы (обозначенной бета-лиры А) вместе с двумя одиночными звездными компаньонами (Бета Лиры В и С). Компоненты B и C расширенной системы, обозначаемой WDS J18501 + 3322, имеющей дополнительные компоненты, обозначаемые WDS J18501 + 3322D, E и F. Бета Лиры А состоит из затменной двойной пары (Бета-Лиры Aa) и одиночной звезды (Бета Лиры Ab). Два компонента пары сами называются Шелиак Aа1 (официальное название Sheliak, — традиционное название системы) и Аа2.

## Общие сведения

Художественная анимация показывает, как изменяется светимость в тесных двойных системах при их вращении вокруг общего центра масс

Система Бета Лиры Aа1 состоит из двух звёзд главной последовательности — это бело-голубая звезда спектрального класса B7V (примерно в 26 тыс. раз ярче Солнца, это более яркий компонент) и белая звезда спектрального класса A8V или более позднего класса B (бо́льшего размера, но менее яркая, в 6500 раз ярче Солнца). Орбитальной расстояние между ними около 40 млн км.
В этой системе происходит перетекание газа с одной звезды на другую, поскольку одна из них — называемая звездой-донором — в процессе звёздной эволюции из-за раздувания уже заполнила свою полость Роша. Поток перетекающего на вторую звезду газа образует аккреционный диск вокруг неё, светимость которого оценивается в 20 % от общей светимости системы. Вся система двух звёзд окутана общей газовой оболочкой, вещество которой непрерывно истекает в межзвёздное пространство.
При рождении этой пары звезда-донор была более массивной, поэтому эволюционировала быстрее и раньше достигла стадии гиганта, заполнила свою полость Роша и начала отдавать вещество через окрестности точки Лагранжа L1 своему спутнику. В результате сейчас масса этой звезды — всего лишь около 3 солнечных, а её компаньон увеличился в массе до 13 солнечных масс.
Система относительно близка к Солнцу (по последним данным 314±17 парсек), соответственно, компоненты системы можно разрешить с помощью интерферометров.
В 2008 году интерферометрическими наблюдениями в ближнем инфракрасном диапазоне были получены изображения главного компонента и аккреционного диска вторичного компонента (см. видео); также эти наблюдения позволили более точно определить элементы орбиты.

## Переменность звезды

Кривая блеска звезды β Лиры. Более глубокий минимум (4,4^{m}) наблюдается, когда большая тусклая звезда затмевает маленькую яркую; второй минимум (3,8^{m}) происходит через 6,5 дней, когда маленькая звезда затмевает часть большой.

Изменение блеска звезды открыл в 1784 году британский астрономом-любитель Гудрайк.
Луч зрения земного наблюдателя почти лежит в плоскости орбиты этой системы, поэтому две звезды системы периодически затмевают друг друга. В результате блеск β Лиры A периодически изменяет свою наблюдаемую звёздную величину от приблизительно +3,2 до +4,4 с периодом 12,9414 дней — орбитальным периодом. Эта двойная звезда является прототипом класса эллипсоидальных тесных затменных переменных звёзд.
Изменение блеска в фазах между минимумами блеска происходит медленно. Это объясняется тем, что звёзды в паре вытянуты вдоль их соединяющей оси из-за приливных сил, поэтому площадь излучающей поверхности по направлению луча зрения изменяется.
Два компонента находятся настолько близко по угловому расстоянию друг к другу, что их невозможно разрешить с помощью обычных оптических телескопов. В 2008 году звезда-донор и аккреционный диск звезды-акцептора были разрешены и отображены с помощью интерферометра CHARA и Мичиганского инфракрасного совмещённого лазера (MIRC) в ближней инфракрасной области спектра H, что позволяет по наблюдениям вычислить элементы орбиты.
Кроме изменений блеска с орбитальным периодом наблюдаются меньшие и более медленные изменения яркости. Предполагается, что они вызваны изменениями аккреционного диска сопровождающейся изменением профиля и интенсивности спектральных линий, в частности эмиссионных линий. Эти колебания блеска не совсем регулярные, но наблюдается некоторая периодичность с периодом 282 дня.

## Компоненты системы
| Название               | Прямое восхождение | Склонение        | Видимая звёздная величина | Спектральный класс |
| ---------------------- | ------------------ | ---------------- | ------------------------- | ------------------ |
| β Лиры B (HD 174664)   | 18ч 50м 06,7053с   | +33° 21′ 06,678″ | 7,13                      | B5V                |
| β Лиры C (HD 174639)   | 18+50+01,2         | +33° 21′ 26″     |                           | B2                 |
| β Лиры D (BD+33 3223D) | 18+50+09,4         | +33° 22′ 09″     | 15,15                     |                    |
| β Лиры E (BD+33 3222)  | 18ч 50м 01,1654с   | +33° 22′ 34,957″ | 10,5                      | G5                 |
| β Лиры F (BD+33 3225)  | 18ч 50м 06,6524с   | +33° 23′ 07,211″ | 10,6                      | G5                 |

В системе также имеется третья звезда — β Лиры B на узловом расстоянии 45,7 угловых секунд от главной пары β Лиры Aa и β Лиры Ab. Это звезда спектрального класса B5V с видимой звёздной величиной +7,2m, то есть её можно легко рассмотреть в бинокль. Её светимость в 80 раз больше солнечной и она является спектроскопической двойной звездой с орбитальным периодом 4,34 дня.
Также рядом с этими тремя звёздами видны другие звезды, чьи параметры приведены в таблице. Вероятно, все эти звёзды являются оптически кратными.